# Garmisch-Partenkirchen
 (janvier 2018).
Si vous disposez d'ouvrages ou d'articles de référence ou si vous connaissez des sites web de qualité traitant du thème abordé ici, merci de compléter l'article en donnant les références utiles à sa vérifiabilité et en les liant à la section « Notes et références ».
Ne doit pas être confondu avec Garnich.
Garmisch-Partenkirchen est un bourg d'Allemagne situé en Bavière près de la frontière autrichienne, relié à Munich et Innsbruck par une liaison ferroviaire et autoroutière. Parfois, simplement appelée Garmisch, il est le résultat en 1935 de la fusion de deux communes situées à la confluence des rivières Partnach et Loisach, Garmisch et Partenkirchen.
Station de sports d'hiver (alt. 708–2963 m), Garmisch-Partenkirchen accueille les IVes Jeux olympiques d'hiver en 1936. Les Jeux olympiques d'hiver de 1940 initialement prévus à Sapporo au Japon, puis finalement attribués à Garmisch-Partenkirchen, sont annulés à cause de la Seconde Guerre mondiale et ne reprendront qu'en 1948, en Suisse.
Le point culminant de l'Allemagne, la Zugspitze, est sur son district, à la frontière avec l'Autriche. On y accède par un train à crémaillère, le chemin de fer de la Zugspitze.

## Histoire
| Appartenances historiques Empire romain -15–395 Empire romain d'Occident 395–476 Royaume d'Odoacre 476–489 Royaume ostrogoth 489–553 Premier duché de Bavière 568–778 Royaume franc 778–800 Empire carolingien 800–843 Francie orientale 843-962 Principauté épiscopale de Frisingue 1294–1803 Électorat de Bavière 1803–1806 Royaume de Bavière 1806–1918 Empire allemand 1871–1918 République de Weimar 1918–1933 Reich allemand 1933–1945 Allemagne occupée 1945–1949 Allemagne de l'Ouest 1949–1990 Allemagne 1990–présent |

Garmisch et Partenkirchen sont séparés pendant de nombreux siècles en conservant des identités très distinctes.
L'origine de Partenkirchen est la ville romaine de Partanum sur la route commerciale allant de Venise à Augsbourg. Sa première mention date de l'an 15. L’une des rues principales, la Ludwigsstrasse, suit l'ancienne Via Claudia Augusta.
Garmisch apparaît quelque 800 ans plus tard comme Germaneskau (« District allemand »), ce qui suggère que, à un moment donné, une tribu teutonique s'est installée à l'extrémité ouest de la vallée, laquelle est sous la domination de l'évêque de Freising et est administrée en son nom par le Pfleger (« régisseur ») du château de Werdenfels, situé sur une falaise au nord de Garmisch.
La découverte de l'Amérique au tournant du XVIe siècle provoque une baisse d'activité commerciale avec Venise et la Méditerranée, puis par conséquent l'effondrement du trafic terrestre avec la « Sérénissime ». Cette situation plonge la région dans un marasme économique de plusieurs siècles. L'environnement naturel n'arrange rien et rend l'activité agricole problématique : le fond de la vallée est marécageux et difficile à cultiver, tandis que les ours, les loups et les lynx sont une menace constante pour le bétail.
Enfin, la population souffre d'épidémies périodiques, comme la peste bubonique. Ainsi, les maladies et les mauvaises récoltes donnent parfois lieu à des chasses aux sorcières. La plus connue d'entre elles aboutit à des procès retentissants et des exécutions 1589-1596 qui font 63 victimes - plus de 10 % de la population à l'époque - brûlées sur le bûcher ou garrottées.
Le château de Werdenfels, où les accusés sont détenus, jugés et exécutés, est devenu un objet d'horreur superstitieux et est abandonné au XVIIe siècle. Il est en grande partie démoli dans les années 1750 et ses pierres utilisées pour construire la Neue Kirche (« Nouvelle église »), de style baroque sur la Marienplatz (achevée en 1752). Elle remplace l'ancien édifice gothique, l'Alte Kirche (« Vieille église ») qui était à l'origine un temple païen. Celle-ci est utilisée comme entrepôt, armurerie et grange à foin pendant de nombreuses années puis redevenue un lieu de culte. Certaines de ses fresques médiévales sont encore visibles.
Garmisch et Partenkirchen sont séparés jusqu'à ce que leurs maires respectifs soient contraints par Adolf Hitler à fusionner les deux villes en 1935, en prévision des Jeux olympiques d'hiver de 1936,. Aujourd'hui, la ville entière est souvent appelée à tort Garmisch, à la grande consternation des habitants de Partenkirchen. La plupart des visiteurs remarquent l'aspect un peu plus moderne de Garmisch tandis que les rues pavées et les  nombreuses façades peintes de Partenkirchen offrent un aperçu des temps passés. En début de matinée et d'après-midi, par beau temps, le trafic local est arrêté pour permettre le passage des vaches laitières se rendant ou revenant des pâturages de la montagne toute proche.
Le 29 avril 1945, Garmisch-Partenkirchen, qui n'a pas été détruite, est livrée sans combat à l'armée américaine.

## Monuments et lieux touristiques
- La Zugspitze, point culminant de l'Allemagne (2 962 m)
- L'Alpspitze, sommet à 2 628 m d'altitude
- La Partnachklamm (gorge très étroite du torrent Partnach)
- Les ruines du château de Werdenfels
- La Maison royale de Schachen de Louis II de Bavière
- La Ludwigstrasse empruntant l'ancienne Via Claudia Augusta
- Le stade olympique avec le nouveau Große Olympiaschanze (tremplin de saut à ski)
- L'institut Richard Strauss
- Le casino de Garmisch-Partenkirchen
- La vieille église paroissiale Saint-Martin (de)
- L'église St. Anton (de)
- L'église néogothique de l'Assomption
- L'église Saint-Sébastien

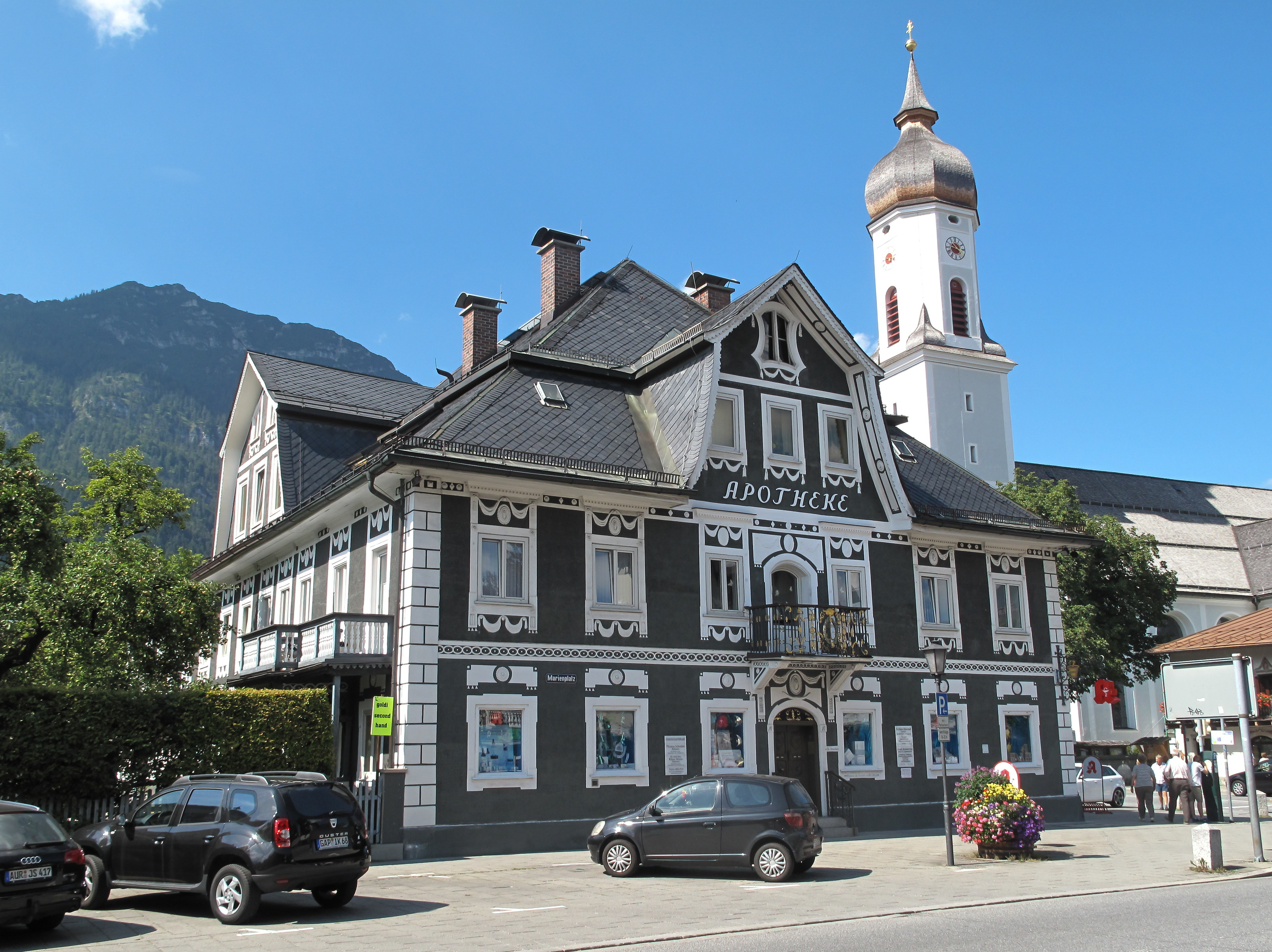
Garmisch, la pharmacie et la tour de l'église (die Sankt Martin Kirche).
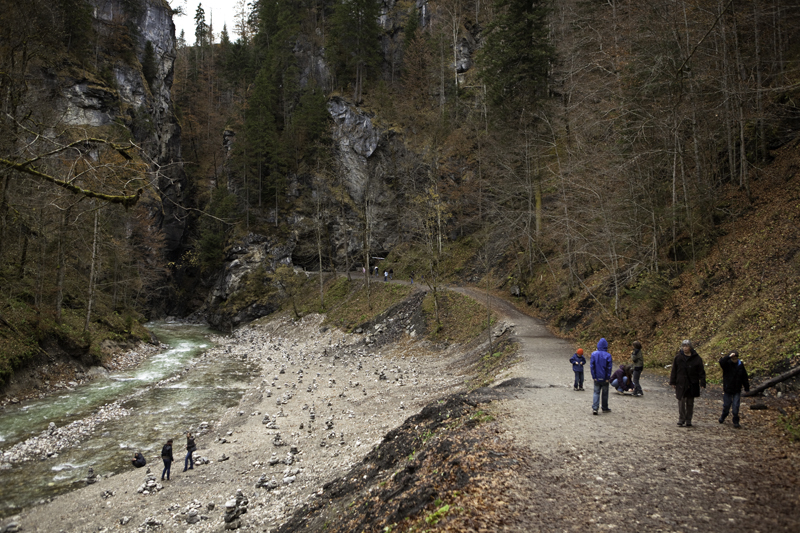
La Partnachklamm.
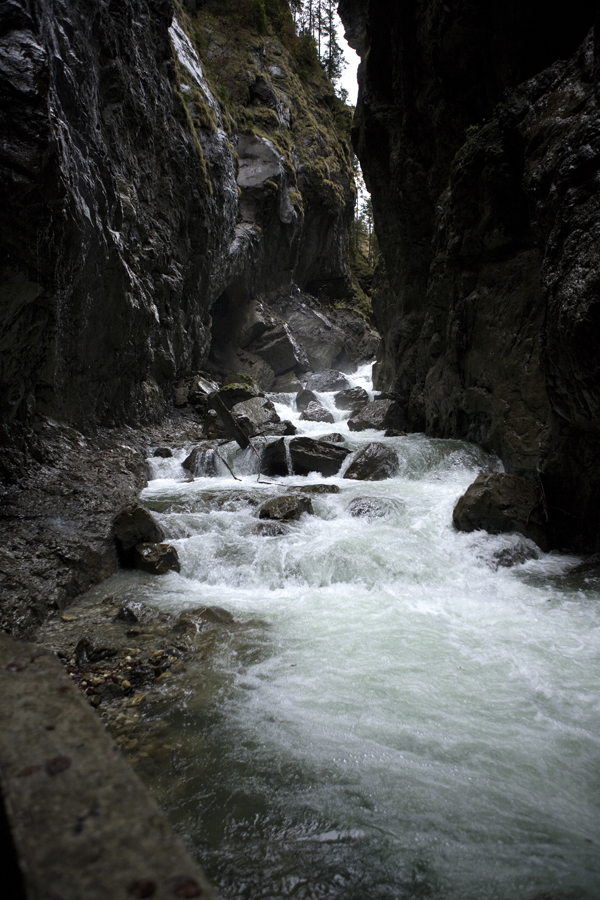
La Partnachklamm.
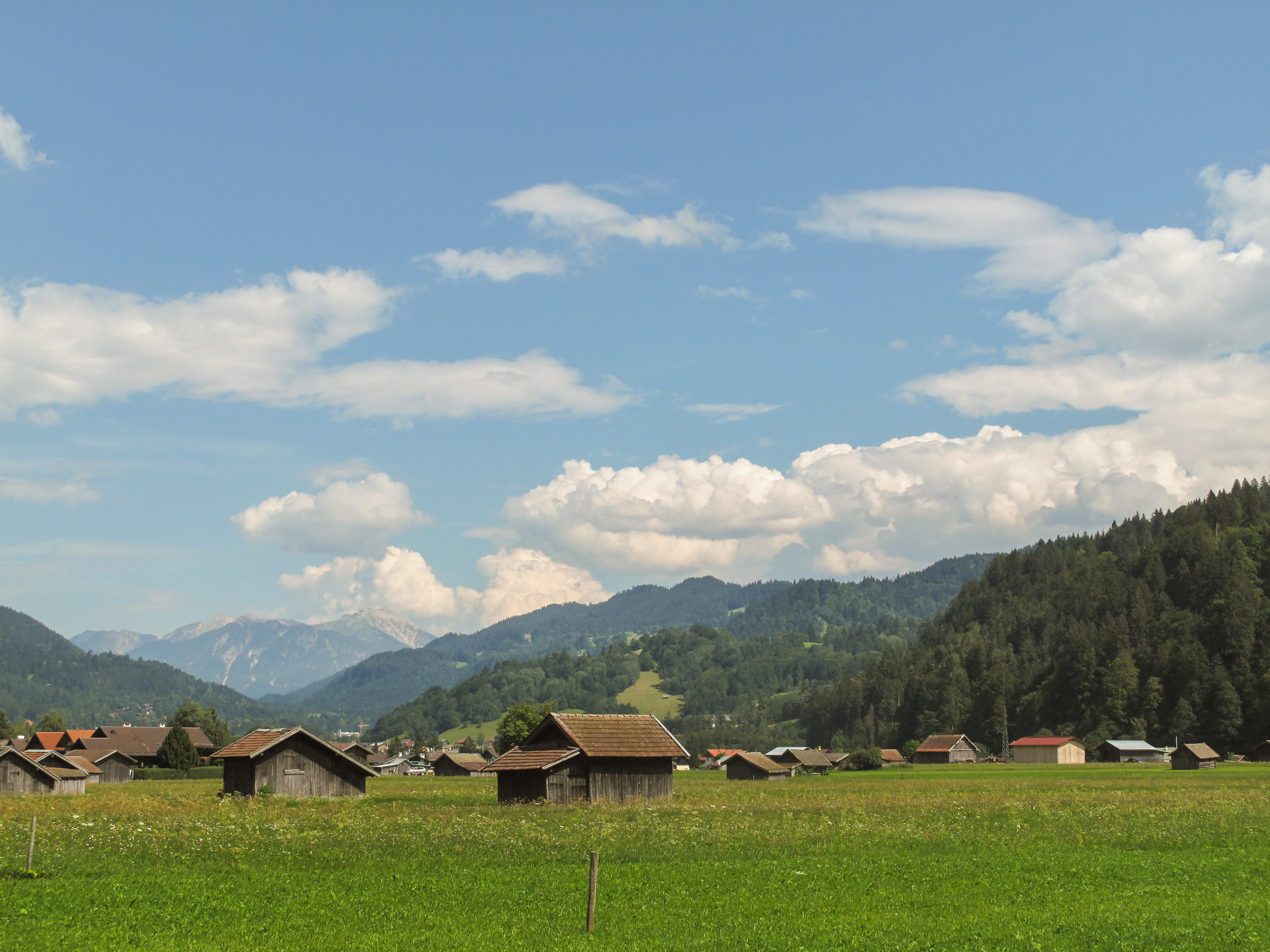
Panorama près de Garmisch-Partenkirchen.
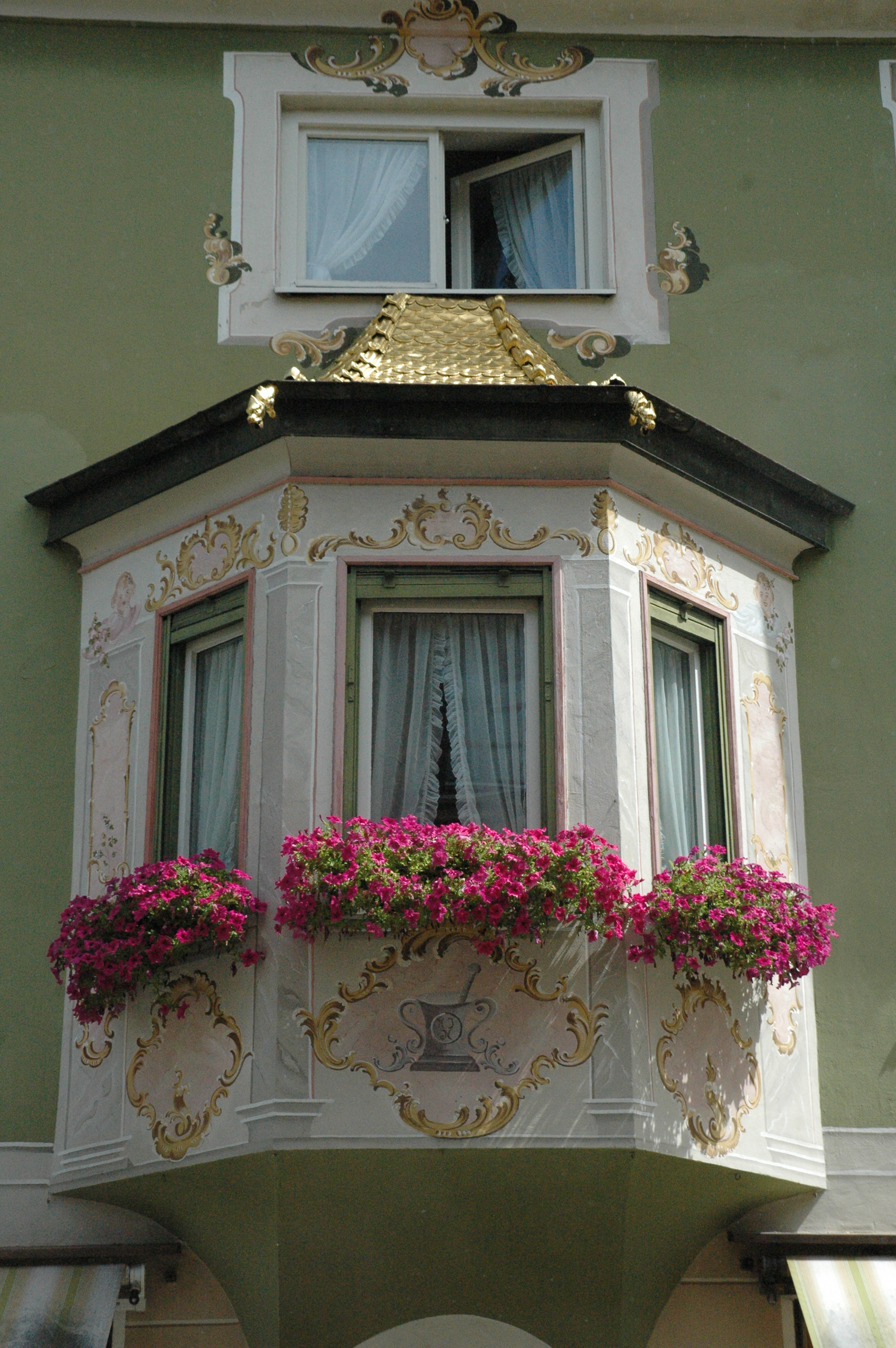
Maison typique avec baie vitrée sur la Ludwigstraße.
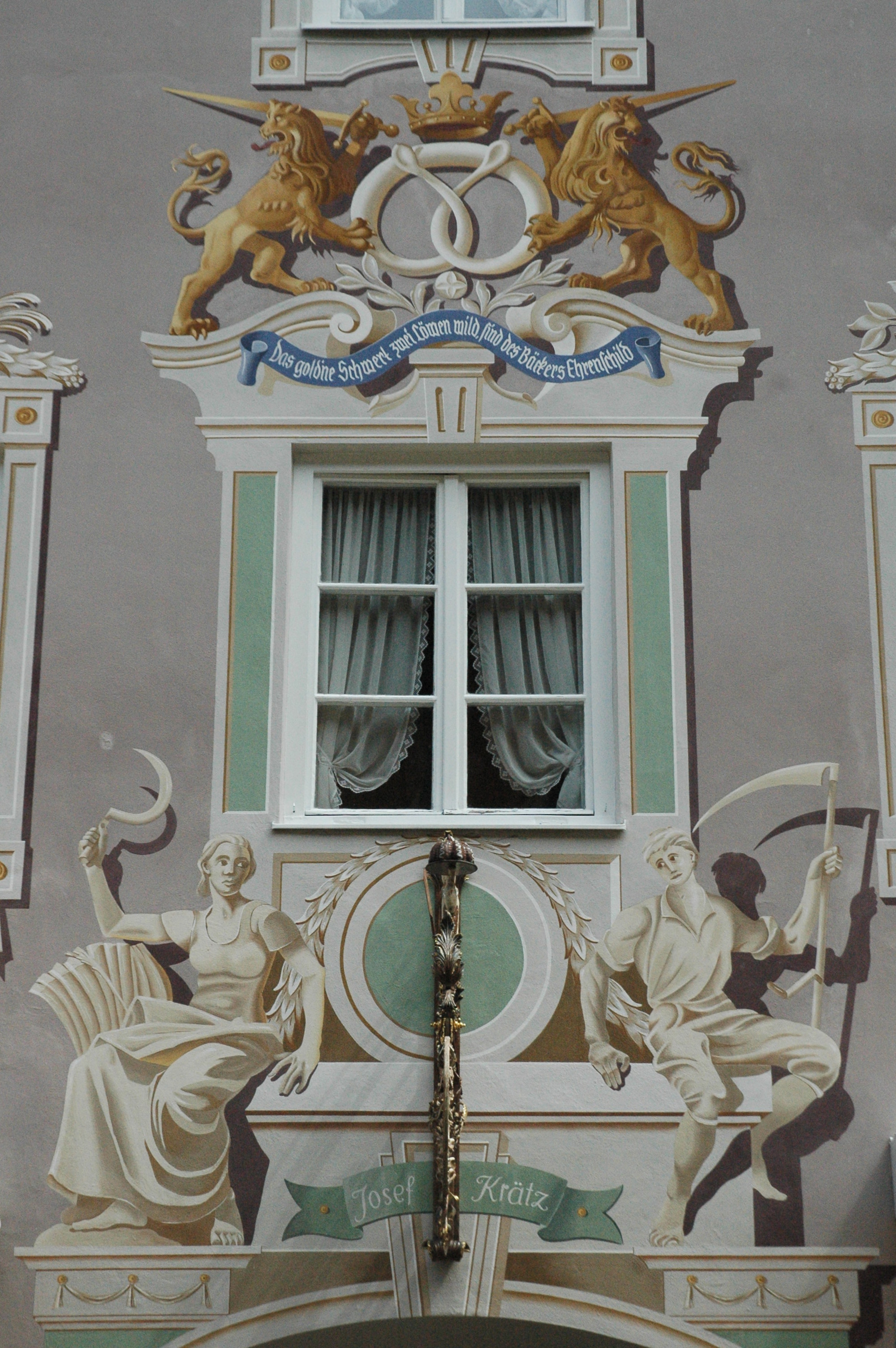
Maison des Bäckerei Krätz, Partenkirchen.
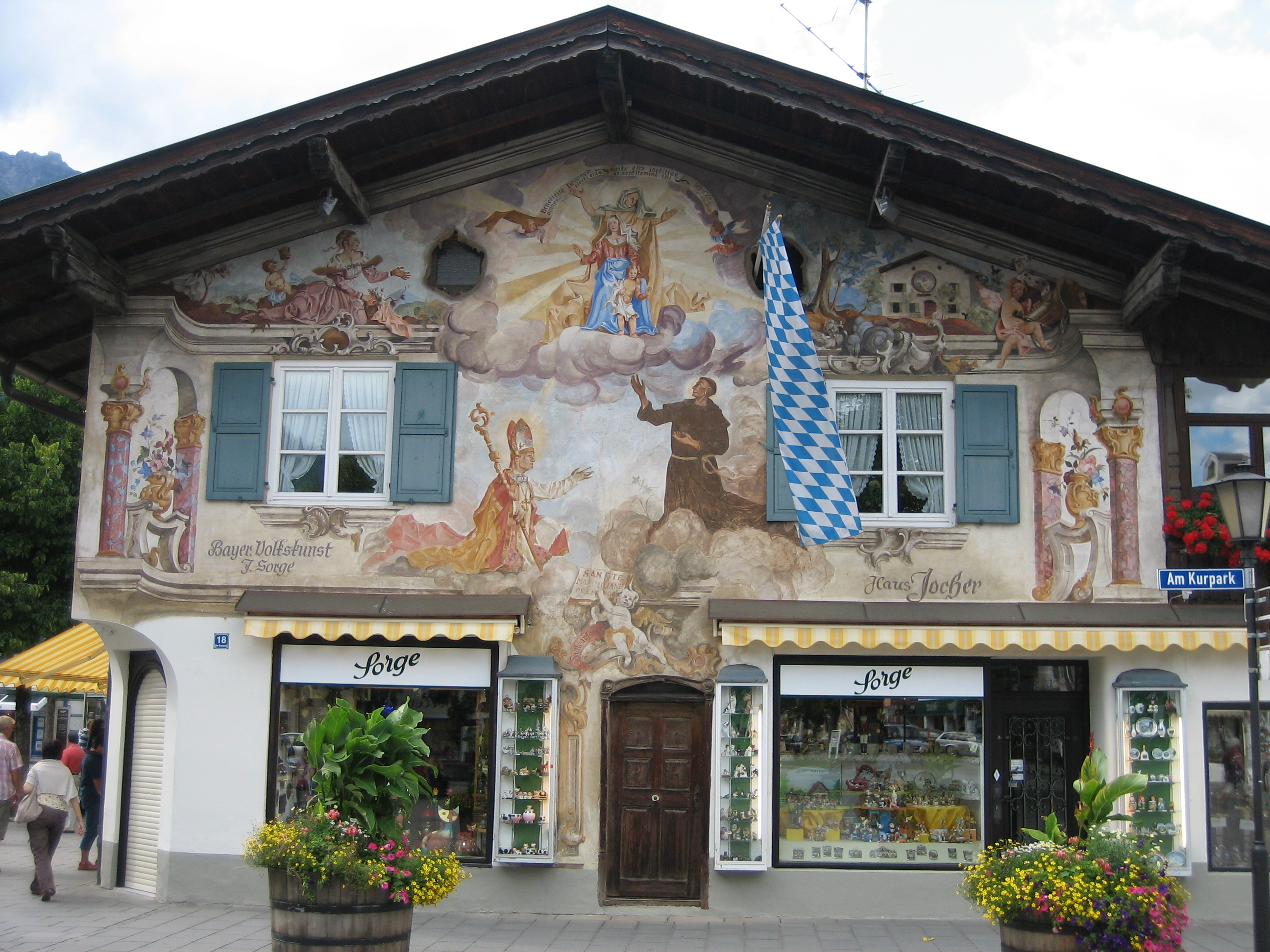
La Haus Jocher.
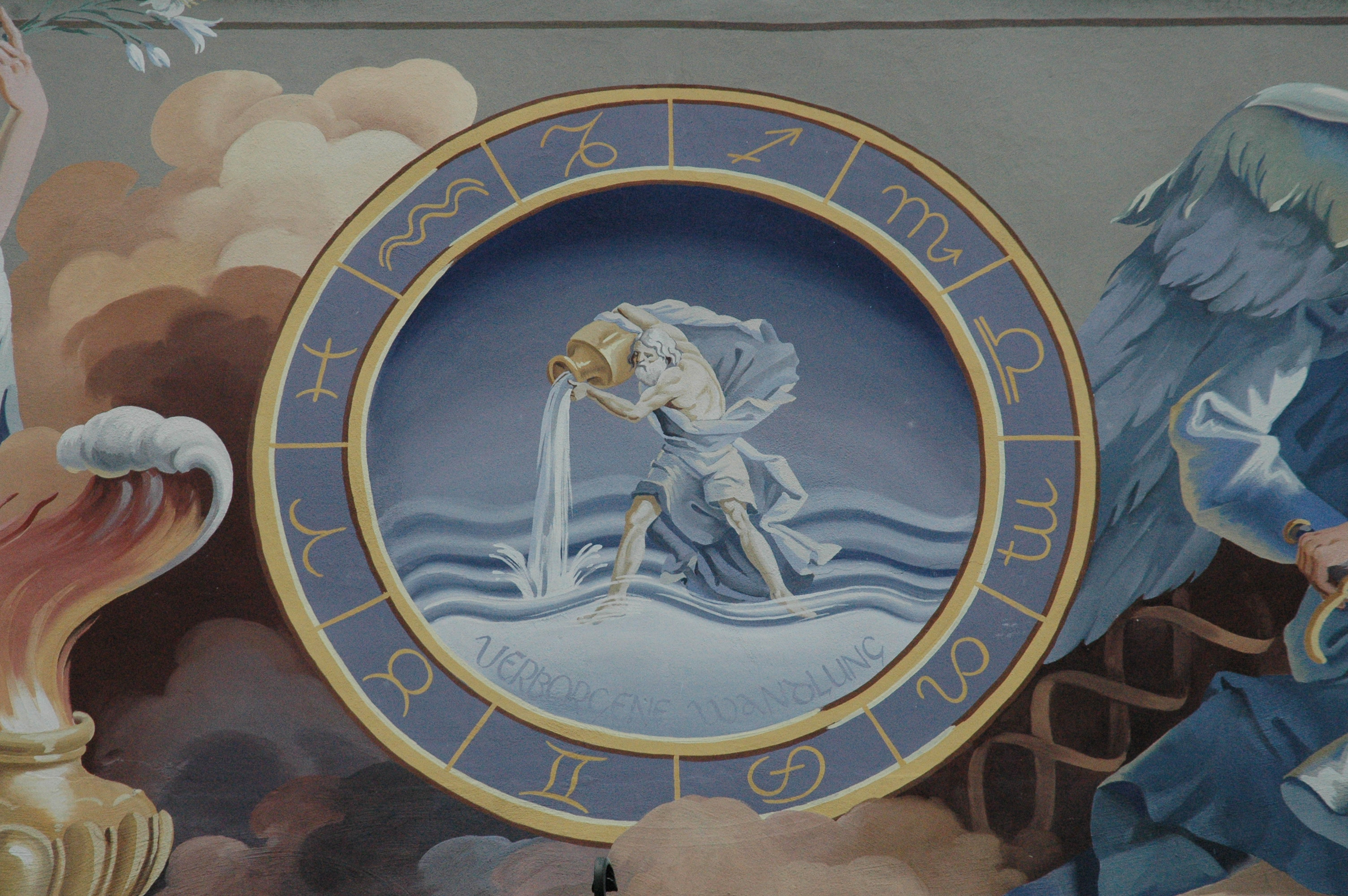
Détail d'une maison dans la Ludwigstrasse.
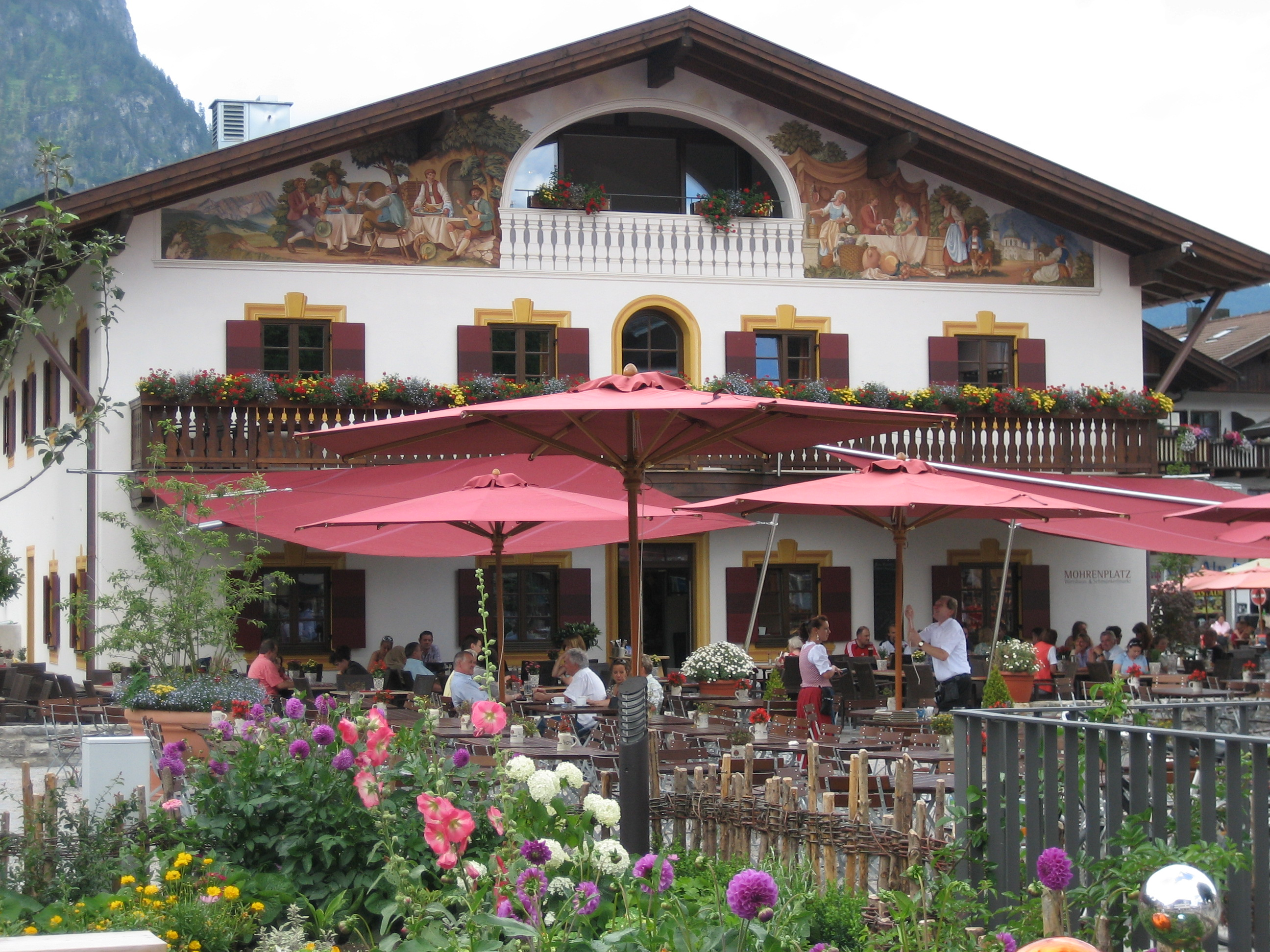
Mohrenplatz.

## Sports
Garmisch-Partenkirchen a été le site des Jeux olympiques d'hiver de 1936 avec pour la première fois des épreuves de ski alpin. En une sorte de répétition pour les Jeux olympiques d'été de Berlin, Joseph Goebbels, ministre de la Propagande du Troisième Reich, y organise des manifestations à la gloire du sport allemand.
En 1940, Garmisch-Partenkirchen reçoit à nouveau l'organisation des Jeux olympiques d'hiver, initialement prévus à Sapporo au Japon, mais les Jeux sont finalement annulés du fait du déclenchement de la Seconde Guerre mondiale.
Traditionnellement, un concours de saut à ski est organisé le Jour de l'an, dans le cadre de la Tournée des quatre tremplins (Vierschanzen-Tournee). De nombreuses compétitions de ski alpin ont lieu ici dans le cadre de la Coupe du monde sur les pistes du Kandahar.
Les Championnats du monde de ski alpin ont été organisés à Garmisch en 1978 et 2011.
Garmisch-Partenkirchen est également un lieu de vacances privilégié pour le ski, le snowboard, la randonnée. La ville possède quelques-uns des meilleurs domaines skiables (Garmisch Classic et Zugspitze) en Allemagne.
Garmisch-Partenkirchen était candidate officielle pour accueillir les Jeux olympiques d'hiver de 2018 en association avec Munich et Schönau am Königssee (près de Berchtesgaden), mais n'a pas été désignée lors du vote du 6 juillet 2011.
Garmisch-Partenkirchen est également une place forte du hockey sur glace allemand, puisque le club de la ville, le SC Riessersee a été 10 fois champion d'Allemagne. Il évolue aujourd'hui en deuxième division.

## Manifestations
- 1er janvier : deuxième étape de la Tournée des quatre tremplins
- 6 janvier : Championnat de Bavière de traineaux
- Janvier-Février : Coupe du monde de ski alpin sur la piste mythique de l'Arlberg-Kandahar
- Février : Bob-course sur la piste de bobsleigh olympique aux Riessersee
- Avril : Georgimarkt Partenkirchen
- Mai-Octobre : Musik im Park (musique au parc)
- Juin : Zugspitz Ultratrail
- Juin : Festival Richard Strauss
- 15 juillet : nuit blanche
- 26 août : mont-festival aux Wank
- 1er septembre : Cinema aux Wank
- Premier week-end de juillet : BMW Motorrad Days
- Juillet-août : Festival de Garmisch et Partenkirchen
- Août-septembre : Straßen.Kunst.Festival (festival des arts de la rue)
- 12 novembre : Martinimarkt Garmisch

## Personnalités liées à la commune
- Le musicien Richard Strauss y a acheté une villa en 1908 et y vécut jusqu'à sa mort en 1949[4] ;
- Hermann Levi (1839-1900), chef d'orchestre allemand de confession juive, y est enterré ; du fait de sa judéité, sa mémoire a été effacée de l'espace public par les autorités locales de 1935 à 2019[4] ;
- Hans-Albrecht Lehmann (1894 - 1976), général allemand, y est décédé ;
- Michael Ende (12 novembre 1929 - 28 août 1995), un écrivain de romans fantastiques connu pour son roman L'Histoire sans fin (Die Unendliche Geschichte) y est né ;
- Hellmuth Reymann (1892 - 1988), général allemand, y est décédé ;
- Armin Bittner, skieur alpin ;
- Christian Neureuther, skieur alpin, y est né[2] ;
- Felix Neureuther, skieur alpin et fils du précédent ;
- Maria Riesch, skieuse alpine, y est née[2] ;
- Martina Glagow, biathlète ;
- Magdalena Neuner, biathlète ;
- Laura Dahlmeier (1993 - 2025), biathlète ;
- Anton Biersack (1927 - 2007), joueur de hockey sur glace, champion d'Allemagne en 1950, participe aux championnats du monde 1953 et 1954 et aux Jeux olympiques de 1956.

## Jumelage
- Chamonix-Mont-Blanc (France) depuis le 6 janvier 1973
- Aspen (États-Unis)
- Lahti (Finlande)
- Shimukappu (Japon)
- Bariloche (Argentine)
- Queenstown (Nouvelle-Zélande) (Nouvelle-Zélande)